# 速水秋水
速水 秋水（はやみ しゅうすい、1987年 - ）は、日本のライトノベル作家である。

## 概要
京都府京都市山科区在住。ライトノベルを読むだけの立場にあることに限界を感じ、高校生のときに小説の執筆を始めた。第1回GA文庫大賞では『純愛を探せ!』で奨励賞を受賞している。小説のジャンルでいうところの「ラブコメ」が好きだと話しており、代表作『純愛を探せ!』シリーズもラブコメを題材とした作品となっている。

## 作品一覧
- 『純愛を探せ!』（イラスト: 玲衣、GA文庫〈SBクリエイティブ〉）、全4巻
  1. 2009年5月15日[5]、ISBN 978-4-7973-5497-3
  2. 2009年8月15日[6]、ISBN 978-4-7973-5541-3
  3. 2009年12月15日[7]、ISBN 978-4-7973-5767-7
  4. 2010年3月15日[8]、ISBN 978-4-7973-5893-3